# Білл Бут
Білл Бут (англ. Bill Booth, нар. 22 травня 1946, Корал-Гейблз, Флорида, США) — американський інженер, винахідник та підприємець у галузі виробництва парашутного обладнання та екіпіровки. Він є одним з розробників концепції тандемних стрибків, володіє 12 патентами на винаходи в галузі систем безпеки парашутного обладнання і входить до залу слави Міжнародного музею парашутного спорту. Іноді його називають «Батьком парашутного спорту» (англ. «Father of skydiving»). Його найвизначніший винахід — 3-кільцева система відчеплення основного парашута. Цей винахід значно підвищив безпеку при виконанні парашутних стрибків і де-факто став стандартом для ринку цивільних парашутних систем по всьому світу. Білл є засновником і власником компаній «United Parachute Technologies» і «Complete Parachute Solutions», в яких станом на 2015 рік налічувалося близько 150 співробітників.
Білл Бут також широко відомий як парашутист, бейс-джампер і мандрівник. Цей чоловік вже понад 50 років залучений у світ парашутного спорту, за цей час він особисто здійснив понад 6,5 тисяч стрибків, організував і очолив багато парашутних експедицій, географія яких охопила майже всю планету, і здійснив суттєвий внесок в індустрію парашутного обладнання та екіпірування.

## Життєпис

### Особисте життя
Вільям Бут народився 1946 року в місті Корал-Гейблс, штат Флорида. У його батька було восьмеро дітей від різних жінок. Білл був четвертим за ліком і найстаршим серед дітей своєї матері. Починаючи з 1965 року, Білл Бут захопився парашутними стрибками й уже 1967 року став інструктором з парашутного спорту. 1969 року він завершив навчання в Університеті Флориди, отримавши освітній ступінь з музики, після чого певний час працював диригентом у Маямі. Одружений, має двох доньок: Джулі та Кетті.
Білл відомий своєю пишною бородою. З його слів відомо, що він почав відрощувати її одразу після припинення роботи за наймом та заснування власної компанії. Він припинив голитися просто тому, що нарешті міг цього не робити.

### Підприємницька діяльність
Коли Білл починав займатися парашутним спортом, ринок цивільних парашутних систем лише формувався. Більшість парашутистів використовували старі військові парашутні системи, які майже не зазнали змін з часів Другої світової війни. Парашутні системи того часу були габаритними й важкими. Відкриття парашутів зазвичай були жорсткими. Високим також був рівень відмов і несправностей.

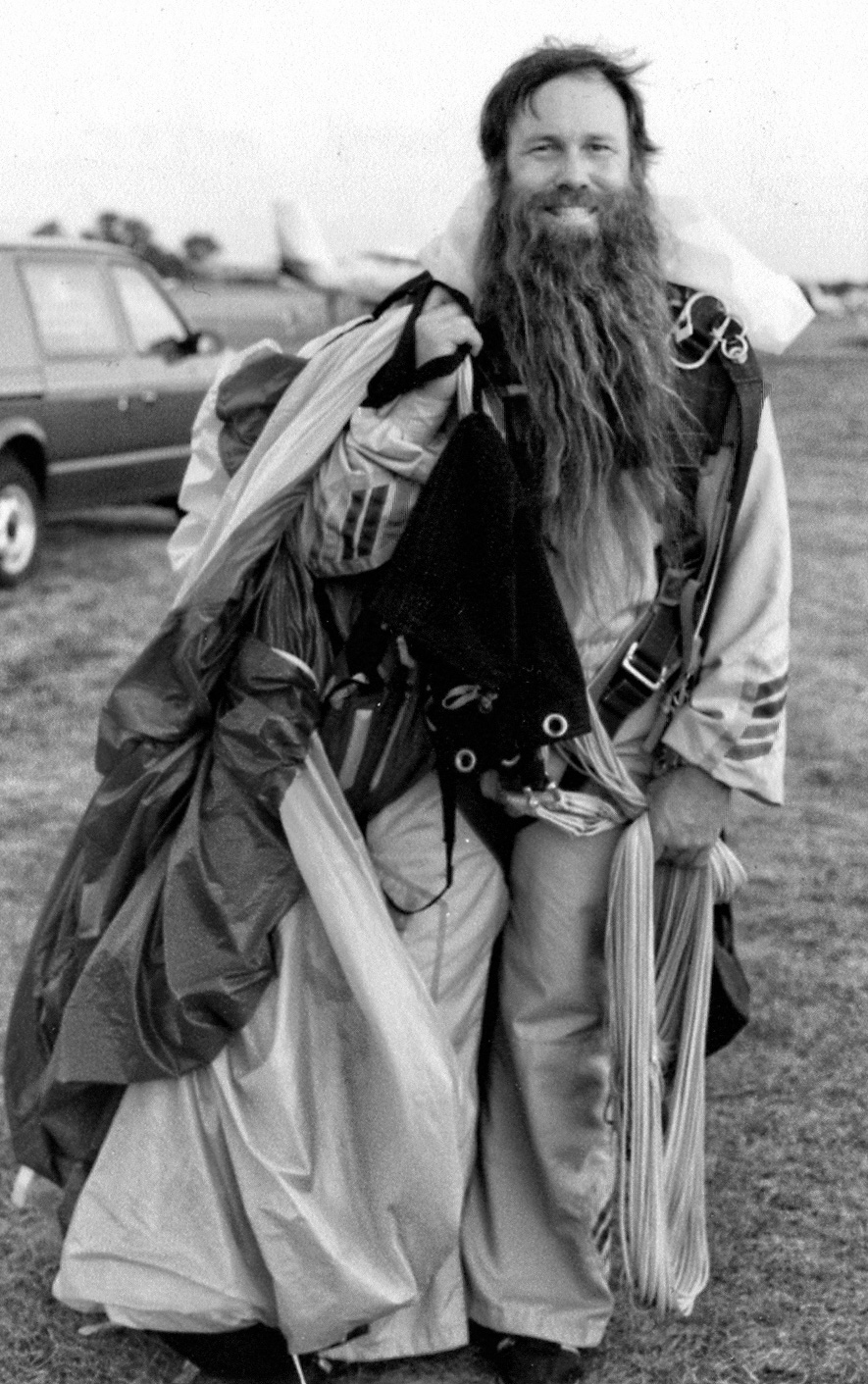
Білл Бут після приземлення тандему, 2012 рік

Прагнучи розвивати парашутний спорт і підвищувати безпеку при здійсненні стрибків, Білл починає працювати над модифікацією і покращенням парашутного обладнання та екіпірування, для чого 1972 року створює власну невелику компанію «Relative Workshop». На початку своєї діяльності компанія працювала в гаражі Білла, в Маямі, проте вже 1974 року виробництво було перенесено в місто Деланд. Перший парашутний контейнер виробництва Білла Бута побачив світ 1974 року і носив назву «Wonderhog». Цей контейнер увібрав в себе всі найкращі технології в галузі безпеки, які існували на той час. Слідом за ним в серію надійшов контейнер «Wonderhog Sprint».
1976 року було презентовано 3-кільцеву систему відчеплення основного парашута, яка одразу була імплементована на сімействі контейнерів Wonderhog, а також почала поставлятися іншим виробникам парашутного обладнання. Система набула значної популярності. Вже за 5 років після своєї появи, станом на 1981 рік, 3-кільцева система була встановлена на близько 6 тисячах Wonderhogів, і ще на 3,5 тисячах парашутних контейнерів сторонніх виробників. Унаслідок цього вже на початку 80-х щорічно здійснювались сотні тисяч парашутних стрибків з використанням 3-кільцевої системи відчеплення, що на практиці дозволяло переконатись в її надійності і універсальності.
У 1980 році був представлений новітній контейнер «Vector», який невдовзі після виходу став найпопулярнішим парашутним контейнером у світі. Національна команда США з парашутних стрибків вперше використала контейнери Vector у 1981 році. З часом змінилося декілька поколінь контейнерів Vector. Остання модифікація, «Vector 3 M-Series», побачила світ в лютому 2002 року і продовжує вироблятися і продаватися донині. Всього за роки роботи на ринку парашутного екіпірування United Parachute Technologies розробила, виготовила і реалізувала понад 75 тисяч контейнерів для парашутних систем.

### Мандри та експедиції
Білл Бут активно подорожує світом, практикуючи, як він сам це називає, експедиційний парашутизм.
|  | Після шести з половиною тисяч стрибків просто стрибати вже не цікаво. Хочеться кудись мандрувати. Я зрозумів це відносно рано. Експедиційний парашутизм — стрибки в незвичайних місцях за складних обставин — оце реальна справа.Оригінальний текст (англ.) After sixty five hundred jumps, just jumping is not that exciting to me. You wanna go somethere. I found that really early. The expedition skydiving — jumping in to unusual and difficult places is a real throw. |

Білл був одним з піонерів бейс-джампінгу. 1980 року він, разом з кількома друзями, здійснив показові стрибки для національного телебачення зі скелі Ель Капітан в національному парку Йосеміті.
1985 року на запрошення BBC Білл очолив парашутну експедицію на всесвітньо відому столову гору Серро Аутана у Венесуелі. Було виконано серію стрибків на поверхню гори. За допомогою тандемних стрибків на гору було доставлено знімальну групу, яка зняла документальний фільм «Skydive to Autana». Після того, як вся експедиція прибула на вершину і розбила там табір, декілька людей, серед яких був і Білл Бут, за допомогою альпіністського спорядження спустились в карстові печери гори Аутана. Вхід в печери розташований на вертикальній стіні гори, на відстані близько 300 метрів від вершини. Дослідники провели 3 дні, вивчаючи ці печери. Планувалось також виконати бейс-стрибки з вершини гори в долину, проте через обмежений час експедиції й складні погодні умови від цієї ідеї відмовились.
1990 року Білл заснував компанію «Polar Expeditions, Inc», яка між 1991 і 2011 роками організувала й провела шість експедицій через Сибір, на Північний полюс планети, під час яких виконувались численні парашутні стрибки. Серед іншого було виконано перший в історії тандемний стрибок на північний полюс. У кожній із шести експедиції Білл Бут виконував тандемний стрибок. В одну з таких експедицій Білл взяв із собою свою доньку Кетті й виконав тандемний стрибок на північний полюс разом з нею. Окрім північного полюса, Білл неодноразово заявляв, що мріє здійснити аналогічні стрибки і на Південний полюс планети, проте через юридичні й політичні нюанси йому поки не вдалося отримати дозвіл на створення і проведення такої експедиції.
Білл брав участь в серії показових стрибків у Гізі, над єгипетськими пірамідами, на запрошення влади Єгипту.
Коли Наслідний принц Дубай, Хамдан ібн Мохаммед Аль Мактум, захопився стрибками з парашутом, він запросив Білла в Дубай і влаштував для нього стрибки над Островами Пальм.
2011 року, з нагоди свого 65-річного ювілею, Білл здійснив подорож до Непалу, де виконав стрибок з висоти понад 10 кілометрів над вершиною Евересту.
У віці 67 років Білл Бут пережив авіакатастрофу. 27 серпня 2013 року, пілотуючи власний легкомоторний літак Lake LA-250 Sea Wolf, він вилетів з аеропорту округа Саратога. Невдовзі після злету в літака відмовив двигун, і Білл здійснив вимушене приземлення на полі, неподалік містечка Грінфілд, округу Саратога. Літак зазнав значних руйнувань, але пілот вижив, отримавши лише легкі травми рук і ніг.

## Винаходи
У процесі роботи над створенням обладнання та екіпірування для парашутистів Білл Бут запропонував і запатентував декілька нових винаходів, які назавжди змінили парашутний спорт, стали еталоном безпеки і використовуються більшістю виробників понині.

Демонстрація принципу роботи 3-кільцевої системи

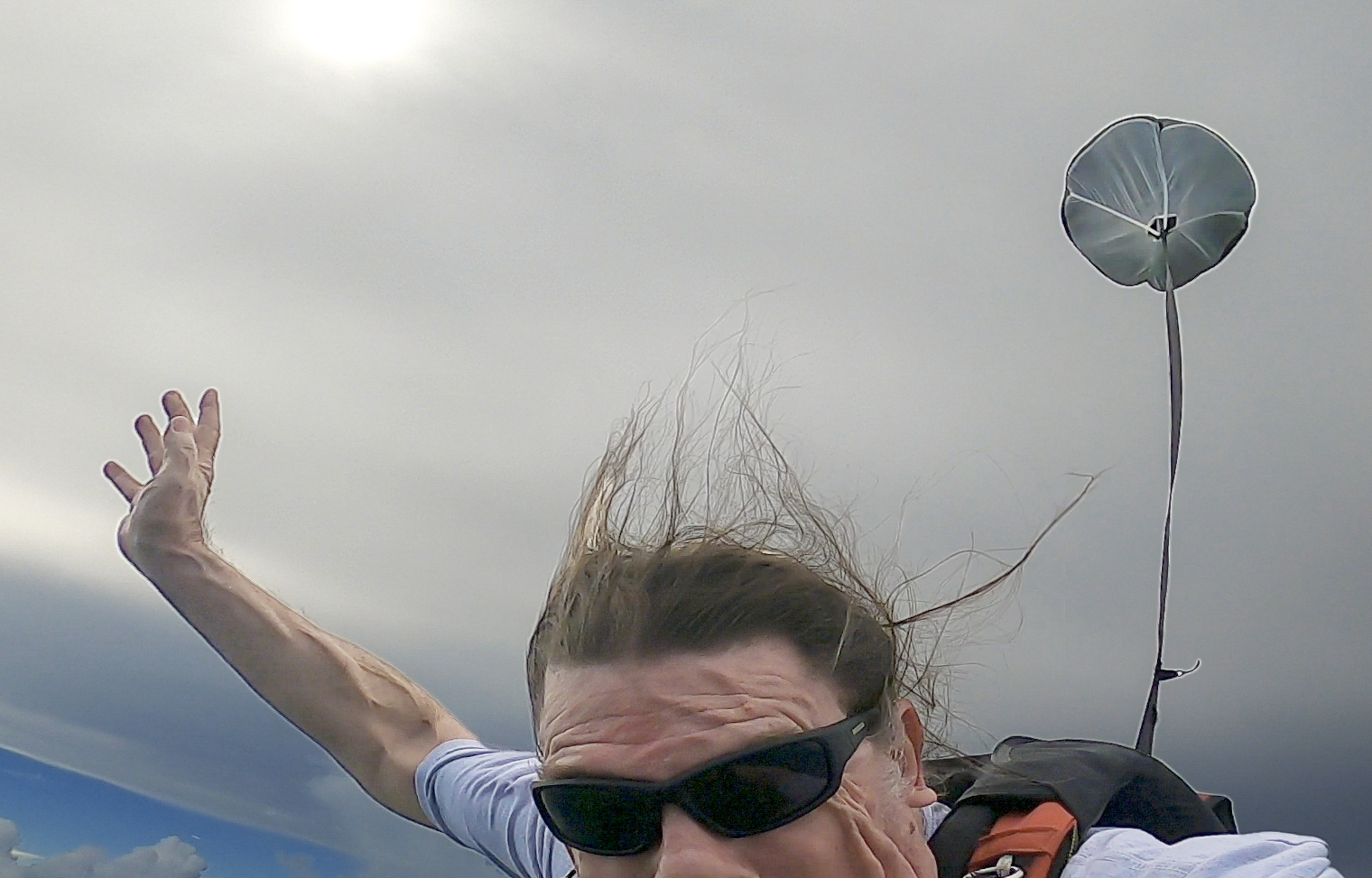
М'який витяжний парашут, який парашутист щойно викинув рукою в повітряний потік

- М'який витяжний парашут (жарг. медуза) — Система відкриття основного парашута за допомогою м'якого витяжного парашута, який витягується безпосередньо в повітряний потік рукою, або за допомогою спеціальної ручки[e]. Цей винахід було зроблено 1975 року, він дозволив зменшити вагу і об'єм парашутної системи, при цьому підвищивши надійність її роботи. Станом на 2024 рік м'який витяжний парашут є найбільш розповсюдженим пристроєм для відкриття основного парашуту[9].
- 3-кільцева система відчеплення основного парашута — пристрій, винайдений Біллом Бутом 1976 року, який забезпечує надійне й міцне з'єднання основного парашуту з підвісною системою парашутиста, але при цьому дозволяє легко і швидко (одним рухом руки) від'єднати основний парашут від парашутиста у разі його несправності[f]. Конструкція являє собою систему важелів у вигляді кілець, вкладених одне в одне, яка, при дотриманні всіх пропорцій, зменшує механічне навантаження на кінцевий елемент з'єднання в 200 разів (в порівнянні з навантаженням, яке прикладене до вільного кінця підвісної системи)[21][22]. 3-кільцева система здійснила справжню революцію, значно підвищивши рівень безпеки парашутних стрибків[g][2]. Патент неодноразово намагалися обійти, внесши до системи зміни, проте жодне з запропонованих рішень так і не змогло зрівнятись з оригінальною системою за рівнем безпеки та надійності. Термін дії патенту на винахід 3-кільцевої системи завершився 2000 року[21]. Станом на 2024 рік все спортивне обладнання для стрибків з парашутом використовує 3-кільцеві замки[4]. Також цей дизайн застосовується в деяких військових системах. 3-кільцева система вважається найвидатнішим винаходом Білла[11]. Зображення трьох кілець навіть було винесено ним на логотип його компанії Relative Workshop. Також в певних колах він отримав жартівливе прізвисько «Володар трьох кілець» (англ. «Lord of the Three Rings»)[21][22][23].
- У середині 80-х років XX століття Білл спільно з своїм партнером Тедом Стронгом розробили концепцію тандемних стрибків з парашутом і створили першу комерційну систему для здійснення тандемних стрибків[h]. Після цього ще півтора десятиріччя тривали погодження з Федеральним авіаційним управлінням США, щоб вони визнали тандемний стрибок як стадію навчання парашутиста і дозволили вільно виконувати такі стрибки на території США. Зміни у відповідні правила організації було внесено лише 2001 року[9][25]. Тандемні стрибки зробили парашутизм досяжним буквально для кожного. Нині в світі щороку здійснюються сотні тисяч тандемних стрибків, вік наймолодшого парашутиста — 4 роки[26], найстаршого —104 роки[27]. В тандемах стрибають люди з інвалідністю і навіть тварини[26]. Теоретично тандемна парашутна система значно складніша за індивідуальну, відповідно рівень ризиків при тандемних стрибках значно вищий. Проте на практиці рівень летальних інцидентів при виконанні тандемних стрибків нижче на 500 %, в порівнянні з соло стрибками. Це досягається завдяки тим технічним рішенням і протоколам безпеки, які закладені розробниками в концепцію виконання тандемних стрибків[8].
- Скайхук (англ. Skyhook) — перша в світі і одна з найпопулярніших, станом на 2024 рік, система розкриття запасного парашуту, за допомогою основного[en]. Черговий винахід для підвищення безпеки парашутних стрибків, який було презентовано і запатентовано 2003 року. Згодом інші виробники парашутного обладнання створили ряд альтернативних систем, що діють за схожим принципом. Проте скайхук був першим і досі лишається одним з лідерів ринку[9][28].

Окрім перерахованого вище Білл створив ще багато корисних винаходів для розвитку парашутного спорту: магнітні плечові клапани парашутних контейнерів, систему відчеплення дрога для тандем систем, парашутний контейнер на липучках, кільце запасного парашута з приводом, який здатен розтягуватись, та багато інших. Присвятивши десятки років свого життя справі підвищення безпеки парашутних стрибків, Білл сформулював декілька закономірностей, які, на його думку, мають місце в парашутизмі. Закономірність № 2 стверджує: 
|  | Чим безпечнішим стає спорядження для стрибків з парашутом, тим більше парашутисти ризикуватимуть, чим зберігатимуть постійний рівень смертності. Оригінальний текст (англ.) The safer skydiving gear becomes, the more chances skydivers will take, in order to keep the fatality rate constant. |

Фактично це перефразоване визначення ефекту Пельцмана в контексті парашутного спорту.

## Фільмографія
Окрім своїх основних видів діяльності, Білл Бут виконав декілька епізодичних ролей у кіно і на телебаченні.

| Рік       |    | Українська назва              | Оригінальна назва          | Роль               |
| --------- | -- | ----------------------------- | -------------------------- | ------------------ |
| 1985      | ф  | Стрибки з парашутом на Аутану | Skydive to Autana          | в ролі самого себе |
| 1993      | ф  | Фірма                         | The Firm                   | пілот гідролітака  |
| 2000      | тф | Затяжний стрибок              | Cutaway                    | бородатий чоловік  |
| 2013—2013 | с  | Інфлюенсери та інновації      | Influencers and Innovation | в ролі самого себе |

## Нагороди
- Меморіальна премія за досягнення Асоціації парашутної промисловості (PIA)[en] 1983 року[k][32].
- Золота медаль Міжнародної авіаційної федерації в галузі парашутизму 1992 року[l][33].